# New Escape Underground!
『New Escape Underground!』（ニューエスケープアンダーグラウンド）は、2013年9月にYou'll Recordsよりリリースされたゆるめるモ!初のミニアルバム。

## 概要
前作「HELLOW WORLD EP」から約2ヶ月ぶりのリリース。
ゆるめるモ！の初の全国流通盤アルバムである。
収録楽曲の内、『SWEET ESCAPE』のミュージック・ビデオが制作されている。
アルバム名の頭文字を取ると「NEU」となる。

## 収録曲
1. 「ゆるトロ (slo-モ!)」
ほとんどのライブで登場曲として使用される。2016年10月24日に行われた「WE ARE A ROCK FESTIVAL TOUR FINAL -Return to ZERO-」では松坂によるリミックスバージョンが披露された。
2. 「逃げろ!!」
「自殺を考えようとしている人に、“逃げる”という手段を、可愛い女の子達の歌に乗せて届けたい」というコンセプトのもと作られた、ゆるめるモ!全体のイメージが表現された楽曲。[1]。
落ちサビはももぴ(後にもねと改名)が務め、もねの活動休止中や他メンバーの生誕ライブなどでは公演ごとに違うメンバーが落ちサビを歌うことがあった。もねが卒業した2016年7月11日以降のライブではその担当をしふぉんが受け継いでいる。
3. 「花のドイリー」
4. 「SWEET ESCAPE」
MVにメンバーは一切登場しない。
2014年6月21日に東京・四谷OUTBREAK!にて開催されたライブイベント「自家発電vol.03『自己防衛』」の「クラウトうどんショー」にて、ノイズバンド・非常階段とのコラボレーションが披露された。非常階段がアイドルグループと共演したのはBiS以来の出来事である[2]。
箱庭の室内楽とのコラボを機にバンドセットではノイズアレンジが定番となった。上述のように非常階段とコラボした縁もあり、ワンマンライブや一部イベントではJOJO広重が参加することもある。「WE ARE A ROCK FESTIVAL TOUR FINAL -Return to ZERO-」ではメンバー全員がバンドと共に楽器演奏で参加した。
5. 「ゆるトロ (slo-モ!) (Instrumental)」
6. 「逃げろ!! (Instrumental)」
7. 「花のドイリー (Instrumental)」
8. 「SWEET ESCAPE (Instrumental)」

## 収録内容
| #         | タイトル                              | 作詞      | 作曲      | 編曲      | 時間  |
| --------- | ------------------------------------- | --------- | --------- | --------- | ----- |
| 1.        | 「ゆるトロ (slo-モ!)」(振付: ももぴ)  | 松坂康司  | 松坂康司  | 松坂康司  | 1:53  |
| 2.        | 「逃げろ!!」                          | 小林愛    | 松坂康司  | 松坂康司  | 4:58  |
| 3.        | 「花のドイリー」                      | 小林愛    | Tamptin   | Tamptin   | 4:25  |
| 4.        | 「SWEET ESCAPE」(振付: ももぴ)        | 田家大知  | 田家大知  | 松坂康司  | 10:09 |
| 5.        | 「ゆるトロ (slo-モ!) (Instrumental)」 | -         | 松坂康司  | 松坂康司  | 1:52  |
| 6.        | 「逃げろ!! (Instrumental)」           | -         | 松坂康司  | 松坂康司  | 4:58  |
| 7.        | 「花のドイリー (Instrumental)」       | -         | Tamptin   | Tamptin   | 4:25  |
| 8.        | 「SWEET ESCAPE (Instrumental)」       | -         | 田家大知  | 松坂康司  | 10:09 |
| 合計時間: | 合計時間:                             | 合計時間: | 合計時間: | 合計時間: | 42:49 |

## 規格品番
YLRC-3